# Jacob Lemp
Jacob Lemp (* zwischen 1460 und 1470 in Steinheim an der Murr; † 2. April 1532 in Tübingen) war ein deutscher Theologe und Jurist.

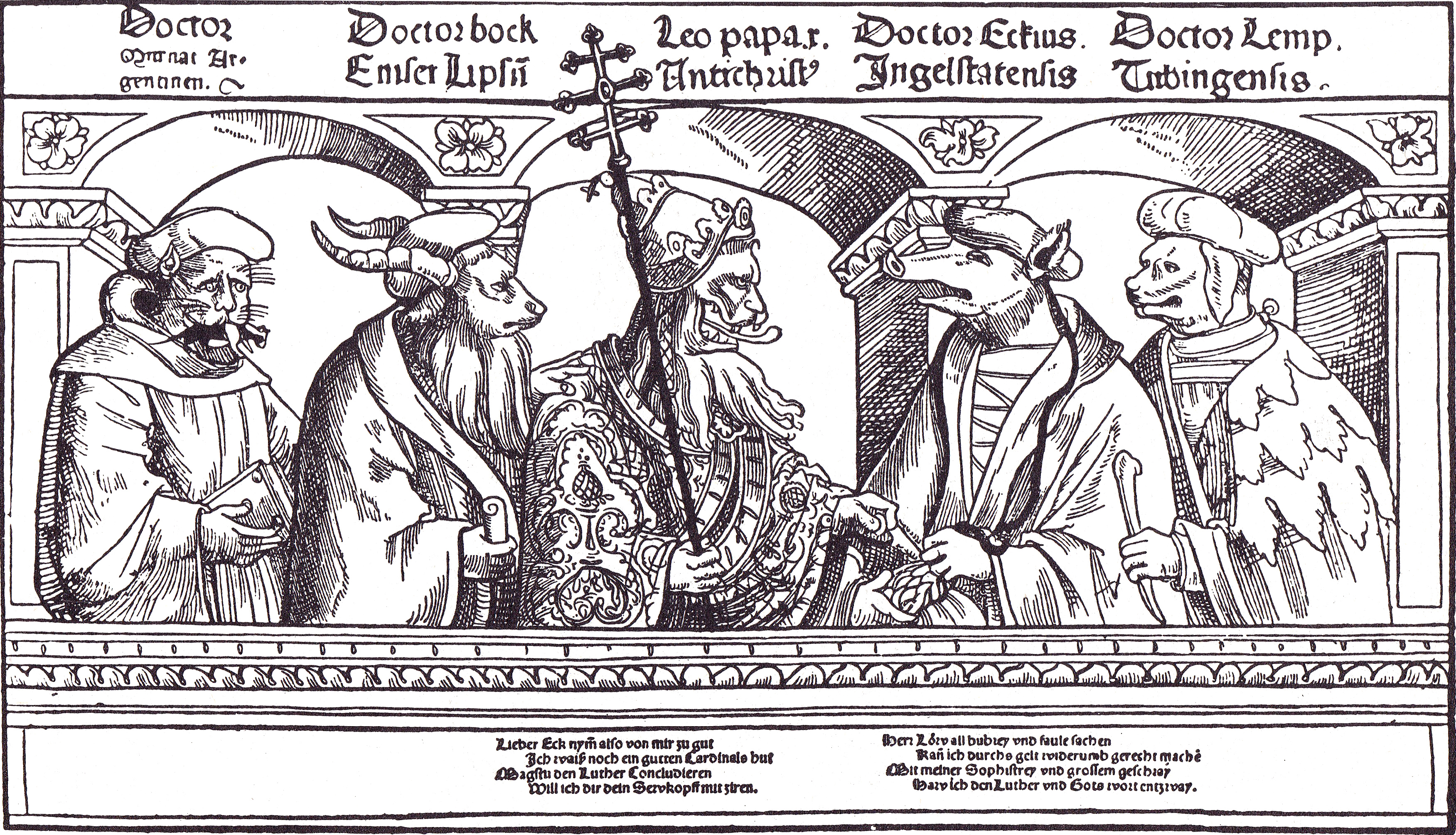
Satirische Darstellung von Martin Luthers Gegner. Holzschnitt eines Flugblatts zur Zeit des römischen Prozesses verspottend mit Tiermasken: Links außen der Franziskaner Thomas Murner als Kater, neben ihm der Theologe Hieronymus Emser als Bock. Als Löwe in der Bildmitte ist Papst Leo X. als Antichrist bezeichnet, davon rechts der Ingolstädter Theologieprofessor Johannes Eck als Schwein und der Tübinger Theologieprofessor Jakob Lemp als Hund. Aus der Bildunterschrift geht hervor, dass Leo X. Eck einen Kardinalshut und Geld verspricht, im Gegenzug solle Eck Luther niederzwingen.

## Leben
Lemp studierte und lehrte von 1482 bis zu seinem Tode 1532 an der Eberhard Karls Universität in Tübingen. In dieser Zeit wurde er elfmal mit dem Amt des Rektors betraut. Johannes Reuchlin widmete ihm 1512 seine Ausgabe der sieben Bußpsalmen und ließ sich von ihm 1513 als Beistand zu einem Rechtsstreit vor dem geistlichen Gericht in Mainz begleiten.
Von Jacob Lemp sind keine Schriften erhalten. Als sein bekanntester Schüler gilt Johannes Eck.